# Cochranella
Cochranella es un género de anfibios anuros de la familia de las ranas de cristal (Centrolenidae). Habita en el área comprendida entre Nicaragua, la Guayana Francesa, Surinam, Ecuador, Perú, Bolivia y la Amazonia brasileña. Cochranella se dividió en varios géneros sobre la base de análisis filogenéticos.
El nombre genérico Cochranella honra a Doris Mable Cochran, una herpetóloga norteamericana.

## Especies
Se reconocen las siguientes ocho especies:
- Cochranella erminea[5] Torres-Gastello, Suárez-Segovia & Cisneros-Heredia, 2007
- Cochranella euknemos (Savage & Starrett, 1967)
- Cochranella granulosa (Taylor, 1949)
- Cochranella guayasamini[6] Twomey, Delia & Castroviejo-Fisher, 2014
- Cochranella litoralis (Ruiz-Carranza & Lynch, 1996)
- Cochranella mache Guayasamin & Bonaccorso, 2004
- Cochranella nola Harvey, 1996
- Cochranella resplendens (Lynch & Duellman, 1973)

Algunas especies que antes se clasificaban en este género se consideran actualmente como incertae sedis dentro de Centroleninae:
- "Cochranella" duidaeana (Ayarzagüena, 1992)
- "Cochranella" euhystrix (Cadle & McDiarmid, 1990)
- "Cochranella" geijskesi (Goin, 1966)
- "Cochranella" megista (Rivero, 1985)
- "Cochranella" ramirezi Ruiz-Carranza & Lynch, 1991
- "Cochranella" riveroi (Ayarzagüena, 1992)
- "Cochranella" xanthocheridia Ruiz-Carranza & Lynch, 1995